# Liste der Monuments historiques in Époisses
Die Liste der Monuments historiques in Époisses führt die Monuments historiques in der französischen Gemeinde Époisses auf.

## Liste der Immobilien
| Bezeichnung        | Beschreibung | Standort              | Kennzeichnung | Schutzstatus | Datum | Bild           |
| ------------------ | --- | --------------------- | ------------- | ------------ | ----- | -------------- |
| Château d’Époisses | Burg mit zwei Befestigungsringen, 13. Jahrhundert, im 16. Jahrhundert zum Schloss umgebaut, nach der Französischen Revolution teilweise abgebrochen und entfestigt; mit Wassergräben, Brücken, Wällen, Nebengebäuden (darunter der Taubenturm) und der Kirche St-Symphorien | 1 Rue de Semur (Lage) | PA00112444    | Classé       | 1992  | weitere Bilder |

## Liste der Objekte
| Bezeichnung                                     | Beschreibung                                    | Standort                           | Kennzeichnung | Schutzstatus | Datum | Bild |
| ----------------------------------------------- | ----------------------------------------------- | ---------------------------------- | ------------- | ------------ | ----- | ---- |
| Pietà                                           | Marmor, 15. Jahrhundert                         | in der Kirche St-Symphorien (Lage) | PM21001043    | Classé       | 1907  |      |
| Gedenkstein an die Kirchweihe                   | Kalkstein, bezeichnet 1396                      | in der Kirche St-Symphorien (Lage) | PM21001044    | Classé       | 1931  |      |
| Grabstein für Jeanne de Hochberg                | Kalkstein, bezeichnet 1545                      | in der Kirche St-Symphorien (Lage) | PM21001045    | Classé       | 1931  |      |
| Gedenkinschrift an eine Messstiftung            | Kalkstein, bezeichnet 1629                      | in der Kirche St-Symphorien (Lage) | PM21001046    | Classé       | 1931  |      |
| Grabstein für Louis d’Ancienville de Bourdillon | Kalkstein, 17. Jahrhundert                      | in der Kirche St-Symphorien (Lage) | PM21001047    | Classé       | 1931  |      |
| Grabstein für Claude de Saulx                   | Kalkstein, bezeichnet 1639                      | in der Kirche St-Symphorien (Lage) | PM21001048    | Classé       | 1931  |      |
| Glocke                                          | Bronze, 1674 gegossen                           | in der Kirche St-Symphorien (Lage) | PM21001049    | Classé       | 1931  |      |
| Skulptur eines Bischofs                         | Stein, 16. Jahrhundert                          | in der Kirche St-Symphorien (Lage) | PM21003447    | Inscrit      | 1973  |      |
| Adlerpult                                       | Holz, vergoldet, Schmiedeeisen, 18. Jahrhundert | in der Kirche St-Symphorien (Lage) | PM21003448    | Inscrit      | 1973  |      |
| Gemälde Martyrium des heiligen Symphorianus     | Ölfarbe auf Leinwand, 18. oder 19. Jahrhundert  | in der Kirche St-Symphorien (Lage) | PM21003449    | Inscrit      | 1973  |      |